# إريك إيفانز
اريك إيفانز (بالإنجليزية: Eric Evans)‏ هو راكب الكنو أمريكي، ولد في 27 فبراير 1950.

## وصلات خارجية
- إريك إيفانز على موقع أوليمبيديا (الإنجليزية)